# Latifundiar
Un latifundiar este un proprietar al unui latifundiu, o persoană care posedă întinse domenii agricole (sin. mare moșier, boier, feudal).